# Pakrac
Pakrac (gammet tysk: Pakratz) er en by i Kroatien. Pakrac ligger i en dal i distriktet Požega-Slavonia 165 m over havets overflade. Floden Pakra løber gennem centrum af byen og deler byen i to.

## Historie
Den første pålidelige historiske omtale stammer fra år 1237 og rapporterer om en bosættelse af korsfarere (Tempelridderne) dengang kaldet Pekriz, som senere (~1312) blev overtaget af Johanniterordenen.
I midten af det 16. århundrede blev Slavonien erobret af osmannerne. I 1538 blev Požega sanjak grundlagt og derefter, i 1557, blev Pakrac sanjak grundlagt. Således forblev Pakrac en del af det osmanniske Eyalet Bosnien indtil freden i Karlowitz (1699) - hvorefter det faldt tilbage til habsburgerne.
Pakrac forblev i kroatiske hænder under den kroatiske krig og blev hårdt kæmpet om som en frontlinjeby, hvor mange historiske bygninger blev stærkt beskadiget. Mange landsbyer mod vest var overvejende beboet af serbere før krigen og blev holdt af dem under krigen fra 1991 til 1995. I 1995 blev de serbisk besatte landsbyer og skove endelig erobret af den kroatiske hærs operation Bljesak (Lyn), støttet af kroatiske politienheder.